# St. Lambertus (Witterschlick)

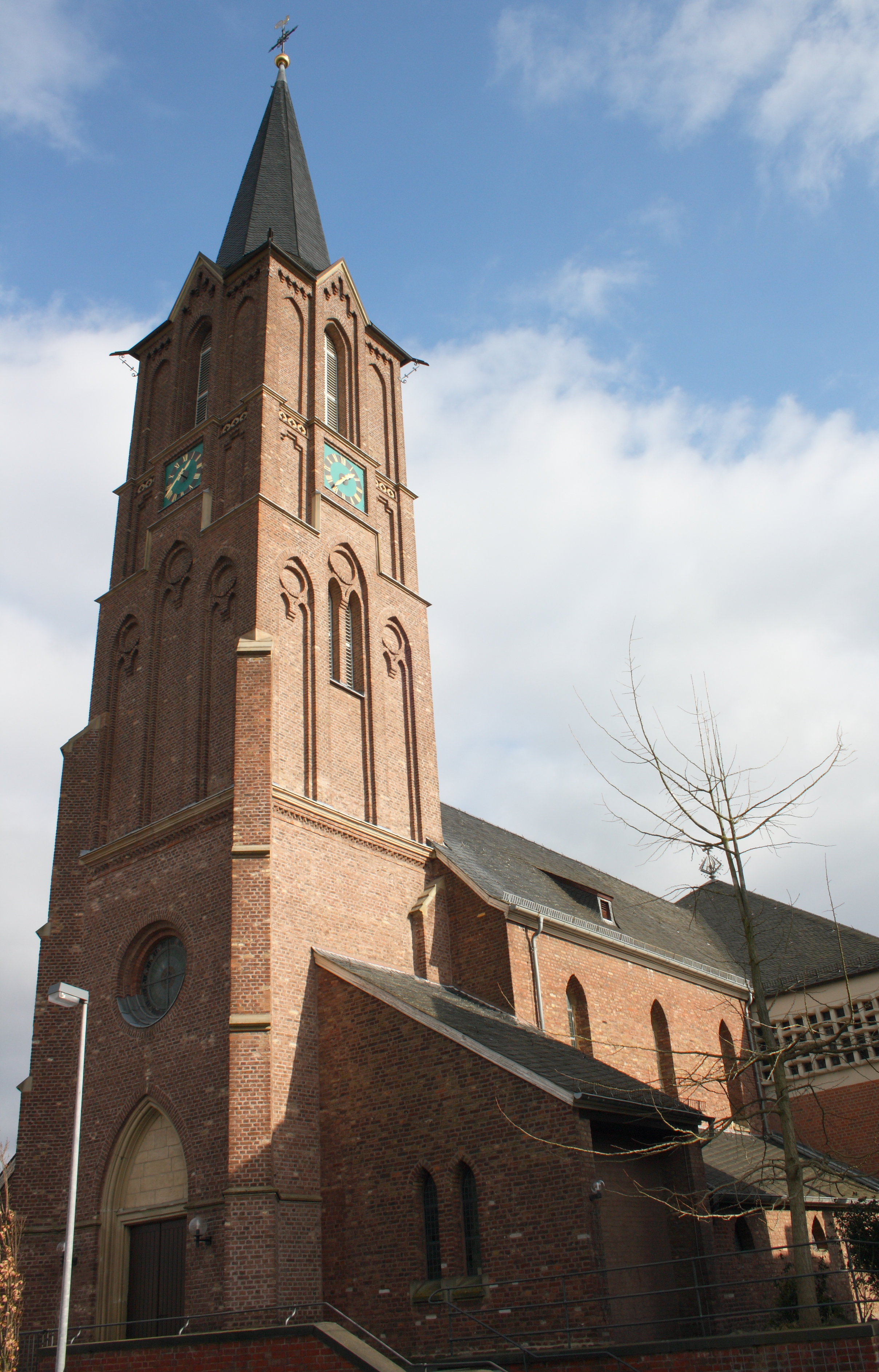
St. Lambertus in Witterschlick

Die Kirche St. Lambertus ist die katholische Pfarrkirche von Witterschlick, einem Ortsteil der Gemeinde Alfter im nordrhein-westfälischen Rhein-Sieg-Kreis. Sie steht als Baudenkmal unter Denkmalschutz.

## Geschichte
An der heutigen Stelle lassen sich zwei Vorgängerkirchen nachweisen, die erste in Form einer Holzkapelle für die Zeit Karls des Großen und die zweite ab 1180 als romanische Steinkirche. 1875 wurde letztere abgebrochen und bis 1877 ein neues, neugotisches Kirchengebäude als dreischiffige Hallenkirche errichtet.
Im Zweiten Weltkrieg wurde das Kirchengebäude 1944 bis auf den Glockenturm zerstört. Von den fünf Glocken wurden vier zerstört, erhalten blieb eine Bronzeglocke aus dem Jahr 1927. Der Wiederaufbau erfolgte bis 1954 mit dem Anbau eines kleinen Langhauses an den Glockenturm. Wegen des raschen Gemeindewachstums wurde die Kirche 1968 um einen rechteckigen Chorraum erweitert. Heute besitzt die Kirche wieder ein Geläut aus fünf Glocken.

## Orgel
Die Kirche verfügt über eine zweimanualige Sandtner-Orgel mit 27 Registern auf einer Empore über dem Haupteingang. Die Spiel- und Registertrakturen sind mechanisch.
| I Hauptwerk C–g3 |              |       |
| 1.               | Bourdon      | 16′   |
| 2.               | Principal    | 8′    |
| 3.               | Gedeckt      | 8′    |
| 4.               | Traversflöte | 8′    |
| 5.               | Salicional   | 8′    |
| 6.               | Octave       | 4′    |
| 7.               | Gedeckt      | 4′    |
| 8.               | Doublette    | 2′    |
| 9.               | Cornett V    | 8′    |
| 10.              | Mixtur IV    | 1 ⁄3′ |
| 11.              | Trompete     | 8′    |

| II Schwellwerk C–g3 |                      |        |
| 12.                 | Holzflöte            | 8′     |
| 13.                 | Viola da Gamba       | 8′     |
| 14.                 | Unda maris           | 8′     |
| 15.                 | Flûte octaviante     | 4′     |
| 16.                 | Nasard               | 2 ⁄3′  |
| 17.                 | Flageolett           | 2′     |
| 18.                 | Terz                 | 1 3⁄5′ |
| 19.                 | Fourniture IV        | 2′     |
| 20.                 | Trompette harmonique | 8′     |
| 21.                 | Basson-Hautbois      | 8′     |
| 22.                 | Voix humaine         | 8′     |
|                     | Tremulant            |        |

| Pedalwerk C–f1 |             |     |
| 23.            | Subbass     | 16′ |
| 24.            | Octavbass   | 8′  |
| 25.            | Gedecktbass | 8′  |
| 26.            | Choralbass  | 4′  |
| 27.            | Bombarde    | 16′ |

- Koppeln: II/I, I/P, II/P

## Glocken
Im Jahr 1927 goss die renommierte Glockengießerei Otto aus Hemelingen/Bremen ein vierstimmiges Geläut von Bronzeglocken mit den Schlagtönen: es' – ges' – as' – b' für St. Lambertus. Nachdem die drei größeren Glocken dem Zweiten Weltkrieg zum Opfer fielen, entschied man sich 1951 zum Guss von vier neuen Stahlglocken für die Pfarrkirche in Versuchsrippe (V7). Die kleine Otto-Glocke von 1927 aus dem Zwischenkriegsgeläut ist noch vorhanden.
| Nr. | Name                              | Nominal (16tel) | Gewicht (kg) | Durchmesser (mm) | Gussjahr (mm) | Gießer                                  |
| 1   | Barbara                           | d1 -7           | 1273         | 1.510            | 1951          | Bochumer Verein für Gusstahlfabrikation |
| 2   | Herz Jesu                         | e1 -6           | 926          | 1.350            | 1951          | Bochumer Verein für Gusstahlfabrikation |
| 3   | Lambertus                         | g1 -7           | 657          | 1.180            | 1951          | Bochumer Verein für Gusstahlfabrikation |
| 4   | Jesus, Maria, Antonius und Joseph | a1 -7           | 470          | 1.050            | 1951          | Bochumer Verein für Gusstahlfabrikation |
| 5   | Quirinus                          | h1 -7           | 410          | 840              | 1927          | Glockengießerei Otto, Bremen-Hemelingen |

## Sonstiges
Der „Kirchenchor St. Lambertus“ feierte 2007 sein 270-jähriges Bestehen und ist damit der älteste Kirchenchor im Erzbistum Köln.
Die Kirchengemeinde umfasst heute rund 2.400 Katholiken. Sie gehört zur Pfarreiengemeinschaft Alfter im Erzbistum Köln.